# یکشنبه در نیویورک
یکشنبه در نیویورک (به انگلیسی: Sunday in New York) یک فیلم کمدی رمانتیک آمریکایی محصول ۱۹۶۳ به کارگردانی پیتر تیوکسبری بر اساس فیلمنامه ای از نورمن کراسنا است که بر اساس نمایشنامه کراسنا به همین نام در سال ۱۹۶۱، ساخته شده‌است. در این فیلم کلیف رابرتسون، جین فوندا، و راد تیلور، با رابرت کالپ، جو مورو، و جیم بکوس به ایفای نقش می‌پردازند. آهنگ توسط پیتر نرو ساخته و ضبط شده‌است، او همچنین در فیلم با نام خودش در حال اجرا در یک کلوپ شبانه، ظاهر می‌شود. مل تورمی آهنگ را خواند.

## بازیگران
- راد تیلور
- جین فوندا
- کلیف رابرتسون
- رابرت کالپ
- جو مورو
- جیم بکوس
- پیتر نرو در نقش خودش